# Emil Berger (Fußballspieler)
Emil Berger (* 23. Mai 1991) ist ein schwedischer Fußballspieler. Der Mittelfeldspieler, 2010 Mittelpunkt eines Transferstreits zwischen Degerfors IF und Örebro SK, debütierte 2011 in der Allsvenskan.

## Werdegang
Berger spielte in der Jugend bei Degerfors IF, wo sein Vater Henrik Berger aktiv war. Als Gastspieler spielte er ab 2006 für die Jugendmannschaften des Solnaer Klubs AIK. Später rückte er in den Kader der Wettkampfmannschaft von Degerfors IF auf, für die er am letzten Spieltag der Spielzeit 2007 in der zweitklassigen Superettan debütierte. Dabei stand er gemeinsam mit seinem Vater auf dem Spielfeld. Am Jahresende wechselte er fest zu AIK. Lediglich in der Saisonvorbereitung spielte er für den Erstligisten in der Wettkampfmannschaft. Anschließend stand er im Kader des Partners Väsby United in der Superettan, blieb aber ohne Ligaspiel.
Im Sommer 2008 kehrte Berger zu Degerfors IF zurück, bis zum Saisonende lief er zweimal für den Zweitligisten auf. Nach dem Abstieg des Klubs in die Drittklassigkeit blieb er dem Verein treu und avancierte in der Folgezeit zum Stammspieler. Nach dem direkten Wiederaufstieg stand er im Jahr 2010 im Mittelpunkt eines Transferstreits. Im Mai hatte er sich mündlich mit seinem Klub auf eine Vertragsverlängerung geeinigt, ehe er einen Monat später seinen Wechsel zu Örebro SK in die Allsvenskan zum Jahreswechsel bekanntgab. Nach zehn Saisonspielen in der Startformation strich ihn daraufhin Degerfors IF aus dem Mannschaftskader und zeigte Örebro SL beim Svenska Fotbollförbundet an. Im Juli verlieh ihn der Verein bis zum Saisonende an Carlstad United BK. Im Herbst wurde schließlich Örebro SK zu einer Geldstrafe verurteilt, da der Spieler mehr als sechs Monate vor Vertragsende kontaktiert worden war.
Zunächst zu Saisonbeginn bei Örebro SK lediglich Ergänzungsspieler etablierte er sich im letzten Saisondrittel an der Seite von Valdet Rama, Nordin Gerzić und Samuel Wowoah als Stammspieler. Mit einem Tor in elf Saisonspielen erreichte er mit dem Verein den zwölften Tabellenrang. Zudem gehörte er im November beim Nachwuchsländerspiel gegen Malta zum Kader der schwedischen U-21-Auswahl, kam aber nicht zum Einsatz. Sein Debüt feierte er Ende Februar des folgenden Jahres als Einwechselspieler für Erdin Demir bei der 1:4-Niederlage gegen Russland sein Auswahldebüt. Verletzungsbedingt kam er in der folgenden Spielzeit nur zu 14 Saisoneinsätzen, zum Ende der Spielzeit 2012 stieg er mit dem Klub in die zweite Liga ab. Nachdem er in der ersten Jahreshälfte 2013 lediglich vier Spieleinsätze verbuchen konnte, verlieh ihn der Verein ab Juli bis zum Jahresende zum isländischen Klub Fylkir Reykjavík. Dort sammelte er in zehn Ligaspielen Spielpraxis und erzielte ein Tor.
Nach seiner Rückkehr nach Schweden im Anschluss an das Leihgeschäft absolvierte Berger noch die Saisonvorbereitung mit Örebro SK. Kurz vor Ablauf der Wechselperiode Ende März 2014 wechselte er jedoch nach Norwegen zum Drittligisten Kongsvinger IL. Nach nur einem halben Jahr löste er dort seinen Vertrag auf, sein ehemaliger Verein Örebro SK bot ihm anschließend Hilfe an, über einen der Sponsoren einen Arbeitsplatz in Örebro zu finden.
Im August fand Berger mit dem Örebroer Drittligisten BK Forward einen neuen Verein, bei dem er einen bis zum Jahresende 2015 laufenden Vertrag unterzeichnete. Nachdem er als Stammspieler keine Partie in der Division 1 verpasst hatte, verlängerte der Klub im Dezember 2015 seinen auslaufenden Kontrakt bis 2017. Am Ende der Spielzeit 2016 stieg er mit dem Klub in die viertklassige Division 2 ab, trotz des direkten Wiederaufstiegs wurde sein Vertrag nicht verlängert.
Im Januar 2018 unterzeichnete Berger einen Vertrag beim Lokalkonkurrenten Rynninge IK, der ebenfalls in die Division 1 aufgestiegen war. Mit zehn Saisontoren war er einer der Garanten für den Klassenerhalt des Klubs, der die Spielzeit 2018 auf dem elften Tabellenrang der Nordstaffel beendete. Nach einem Probetraining beim Zweitligisten Dalkurd FF im Februar 2019 nahm ihn der Superettan-Klub für zwei Jahre unter Vertrag. Beim Erstligaabsteiger kam er in seiner ersten Spielzeit in 21 der 30 Spiele zum Einsatz, ehe er in der Spielzeit 2020 ins zweite Glied rückte und nur bei fünf seiner elf Saisoneinsätze unter Trainer Paul Olausson in der Startelf stand. Nachdem der Klub die Spielzeit auf einem Relegationsplatz beendet hatte, verpasste die Mannschaft nach einer 0:2-Niederlage und einem 1:1-Remis gegen Landskrona BoIS den Klassenerhalt. Bei der Niederlage stand er über die komplette Spieldauer auf dem Feld, beim Rückspiel kam er als Einwechselspieler für Daniel Stensson in den letzten zehn Minuten zum Einsatz.